# Catacombs - Il mondo dei morti
Catacombs - Il mondo dei morti (Catacombs) è un film del 2007 diretto da Tomm Coker e David Elliot con Shannyn Sossamon e Pink (Accreditata con il suo vero nome "Alecia Moore").

## Trama
Victoria, una ragazza timorosa e spesso nervosa, viene invitata dalla sorella Carolyn a Parigi, con l'intento di aiutarla a superare le proprie fobie. Per questo motivo Carolyn accompagna Victoria a un rave party clandestino nelle catacombe sottostanti Parigi. Subito Victoria non si trova a suo agio, ma quando in seguito a una discussione con la sorella e gli amici di quest'ultima si incammina per uscire dalle caverne incomincia il terrore. Carolyn corre in soccorso della sorella e mentre l'accompagna all'uscita si perde e incontra un terribile mostro che la uccide. La sorella terrorizzata scappa e si perde e quando riesce a tornare alla festa arriva la polizia (Parigi aveva delegato speciali agenti, i Catacombs appunto, a ricercare i partecipanti ai rave, i quali rave non erano mai nello stesso punto). Nella fuga Victoria sviene e si sveglia quando ormai sono già tutti fuori e la polizia ha chiuso i cancelli d'entrata. Così la ragazza disperata cerca un'altra uscita, temendo il crudele killer che si aggirava nelle catacombe e di cui i suoi nuovi amici le avevano parlato. Incontra poi un ragazzo, anche lui prigioniero nelle catacombe ma con una piantina; con lui cerca di scappare da quell'inferno, ma il ragazzo cade e si ferisce ad una gamba, allora Victoria continua da sola. Si imbatte nuovamente nel mostro e incomincia a correre, fino a quando la ragazza gli tende un agguato, colpendolo con un piccone. Ma scopre che aveva colpito un organizzatore della festa e che il mostro, l'inseguimento e la morte della sorella erano tutto uno scherzo organizzato da Carolyn e dai suoi amici, per far superare a Victoria le sue paure. Lo scherzo si è trasformato in tragedia, spingendo Victoria presa dal terrore e dalla disperazione ad attaccare l'organizzatore che credeva fosse il mostro. Ma quando Carolyn vede che Jean Michel è morto, incolpa la sorella già nervosa per l'accaduto, che esplode, uccidendo la sorella e tutti i suoi amici che l'avevano seguita e che avevano organizzato lo scherzo.

## Curiosità
- Tra gli interpreti principali anche la cantante Pink, qui accreditata con il suo vero nome, Alecia Moore.
- Il film è ambientato in Francia, ma venne girato principalmente in Romania, sul delta del Danubio e a Bucarest (dove vennero realizzate anche le scene interne, ai MediaPro Studios); altre riprese vennero realizzate a Parigi.
- Il produttore Gregg Hoffman morì durante le riprese del film, e la produzione venne bloccata per quasi un anno.